# Columnea nariniana
Columnea nariniana är en tvåhjärtbladig växtart som först beskrevs av Wiehler, och fick sitt nu gällande namn av L.P. Kvist och L.E. Skog. Columnea nariniana ingår i släktet Columnea och familjen Gesneriaceae. Inga underarter finns listade i Catalogue of Life.